# Тренин, Дмитрий Витальевич
Дмитрий Витальевич Тренин (род. 11 сентября 1955, Москва, СССР) — советский и российский политолог. Кандидат исторических наук. Директор Московского центра Карнеги в 2008—2022 годах. Полковник.

## Биография
В 1973—1993 годах служил в Вооружённых Силах СССР и Российской Федерации.
В 1977 году окончил Военный институт Министерства обороны СССР в Москве, специальность «Иностранные языки», квалификация «Офицер с высшим военно-специальным образованием, переводчик-референт по английскому и немецкому языку».
В 1978—1983 годах — офицер связи в отделе внешних отношений Группы советских войск в Германии (Потсдам).
В 1983—1993 годах — старший преподаватель Военного института МО СССР.
В 1984 году в Институте США и Канады АН СССР под научным руководством доктора исторических наук Ю. П. Давыдова защитил диссертацию на соискание учёной степени кандидата исторических наук по теме « Политика США в отношении Западного Берлина (70-е — 80-е гг.)» (специальность 07.00.05 — история международных отношений и внешней политики).
В 1985—1991 годах — сотрудник делегации СССР на советско-американских переговорах по ядерным и космическим вооружениям в Женеве.
В 1993 году — старший научный сотрудник Военного колледжа НАТО, Рим.
В 1993—1997 годах — старший научный сотрудник Института Европы РАН.
В 1993—1994 годах — приглашённый профессор Свободного университета Брюсселя.
В 1994—2008 годах — председатель научного совета, ведущий научный сотрудник, председатель программы «Внешняя политика и безопасность» Московского центра Карнеги.
В 2008—2022 годах — директор Московского центра Карнеги.
С 2022 года работает в НИУ ВШЭ. Профессор-исследователь факультета мировой экономики и мировой политики. Директор по науке, а затем научный руководитель Института мировой военной экономики и стратегии факультета мировой экономики и мировой политики НИУ ВШЭ.
Член созданного в 2011 году президентским указом Дмитрия Медведева РСМД.

## Политические взгляды
Оценивает существующий в России общественно-политический строй как меньшее из зол в нынешних условиях:
На данный момент реальная альтернатива режиму личной власти в России — это либо олигархия, либо хаос
В ходе выступления на XXX Ассамблее Совета по внешней и оборонной политике в мае 2022 года оправдывал продолжение российского вторжения на Украину (в вероятности которого ранее сомневался, ибо оно повлечет за собой «большие человеческие и финансовые потери» и «огромный риск для самой России»). По мнению публициста Вадима Штепы, в своей статье он напрямую призывал Россию к «войне с Западом». Называл Запад «врагом» и охарактеризовал «стратегический успех на Украине» как «самую важную задачу» России. Заявлял, «что уже не имеет значения, было ли вторжение правильным решением», и что теперь ему нужно «поддержать свою страну в войне между Россией и Западом». Уехавшие и выступавшие против войны россияне по его мнению сделали выбор «выступить против своей страны, против своего народа».

## Санкции
7 января 2023 года, на фоне вторжения России на Украину, внесён в санкционный список Украины против лиц «которые публично призывают к агрессивной войне, оправдывают и признают законной вооруженную агрессию РФ против Украины, временную оккупацию территории Украины». Предполагается блокировка активов на территории страны, приостановка выполнения экономических и финансовых обязательств, прекращение культурных обменов и сотрудничества, лишение украинских госнаград.
22 сентября 2023 года Тренин включён в санкционный список Канады «соратников российского режима и агентов дезинформации» против причастных к депортации украинских детей в Россию и «созданию и распространению дезинформации и пропаганды, финансируемой Кремлем».

## Научные труды

### Авторские работы
- Новый баланс сил. Россия в поисках внешнеполитического равновесия. — М.: Альпина Паблишер, 2021. — 472 с. — ISBN 978-5-9614-5970-8.
- What Is Russia Up to in the Middle East? Cambridge (UK), 2018.
- Should We Fear Russia. Cambridge (UK), 2017.
- Россия и мир в XXI веке. М.: Эксмо, 2015
- Мир безусловный: Евро-Атлантика XXI века как сообщество безопасности. М.: Московский Центр Карнеги, РОССПЭН, 2013
- Post-imperium: евразийская история. М.: РОССПЭН, 2012 (английская версия 2011 г., японская версия 2014 г., китайская версия 2016 г.).
- Одиночное плавание. М.: Московский Центр Карнеги, Изд-во Р. Элинина, 2009. — 182 с.
- Getting Russia Right. Washington, 2007.
- Интеграция и идентичность: Россия как «новый Запад». М., 2006.
- Russia’s Restless Frontier: The Chechnya Factor in Post-Soviet Russia. Washington, Carnegie Endowment, 2003.
- Время Юга: Россия в Чечне, Чечня в России (совместно с Алексеем Малашенко). Моск. Центр Карнеги. — М.: Гендальф, сентябрь 2002.
- A Strategy for Stable Peace (совместно с Джеймсом Гудби, Петрусом Бувалда). Washington: U.S. Institute of Peace, 2002.
- The End of Eurasia: Russia in the Border Between Geopolitics and Globalization.М.: Моск. Центр Карнеги, Интердиалект+, март 2001; Washington, 2002 (На англ. языке).
- Россия и Соединённые Штаты в системе Североевропейской безопасности (совместно с Питером Ван Хамом). Финский институт международных отношений — Институт Европейской политики, 2000 (на англ.языке).
- Китайская проблема России. Моск. Центр Карнеги. — М., август 1998. (на русском и англ. языках).
- Балтийский шанс: Страны Балтии, Россия и Запад в складывающейся Большой Европе. Моск. Центр Карнеги. — М., ноябрь 1997.
- Трансатлантическая и евразийская безопасность: перспективы мирных операций по поддержанию и установлению мира. Военный колледж НАТО, Рим, 1993 (на англ. языке).

### Книги под редакцией
- От сдерживания к устрашению. (совместно – С. Авакянц, С. Караганов), 2024.[16]
- The Russian Military: Power and Policy (with Steven Miller), 2004.
- Ambivalent Neighbors. The EU, NATO and the Price of Membership (with Anatol Lieven). Washington: Carnegie Endowment, 2002.
- Россия и основные институты безопасности в Европе: вступая в XXI век. Моск. Центр Карнеги. — М.: S&P, июнь 2000.
- Косово: международные аспекты кризиса (совместно с Е. Степановой). Моск. Центр Карнеги. — М.: Гендальф, июнь 1999.
- Содружество и независимость в постсоветской Евразии (совместно с Б. Коппитерсом, А. Зверевым). Frank Cass, Лондон, 1998 (на англ. языке).
- Россия в мировой торговле оружием: стратегия, политика, экономика (совместно с Э. Дж. Пьером); Моск. Центр Карнеги. — М., июль 1996.
- The Challenges of Transition (2011).

### Критика
Профессор Киево-Могилянской Академии, историк и политолог Тарас Кузьо в своей книге, посвященной русскому национализму и войне России с Украиной, описывает Дмитрия Тренина следующим образом:

Дмитрий Тренин, давний «эксперт» в Московском Центре Карнеги — пример исследователей, маскирующих свой великорусский национализм. Тренин использует тот же подстрекательский язык как и Кремль об угрозе конца украинской государственности, преувеличивая «культурный разлом» между «националистическим» западом и «русскоязычным» востоком.
Оригинальный текст (англ.)Dmitri Trenin, a long-time ‘expert’ at Moscow’s Carnegie Centre is an example of those scholars who camouflage their Russian great power nationalism. Trenin uses the same inflammatory language as the Kremlin about the threat of an end to Ukrainian statehood while exaggerating the ‘cultural split’ between ‘nationalist’ West and ‘Russian-speaking’ East.